# گل‌حسرت زیبا
گل‌حسرت زیبا (نام علمی: Colchicum speciosum) نام یکی از گونه‌های سردهٔ سورنجان (گل حسرت) است. این گیاه در حدود ۱۲ سانتیمتر ارتفاع دارد. طول گلپوش آن ۲۰–۱۵ سانتیمتر و حتی بیشتر است. گل‌های بزرگ آن در ماه شهریور تا آبان مستقیماً و بدون هیچ برگ حفاظت‌کننده‌ای از خاک خارج شده و منظرهٔ بدیعی در طبیعت به وجود می‌آورند. از مشخصات مهم این گونه برگ‌های براق به عرض ۹ سانتیمتر است که در بهار می‌روید. جزو رستنی‌های مناطق پر ارتفاع البرز بوده و در چمنزارهای کوهستان‌های مرتفع و در کنار چشمه‌سارهای ارتفاعات بالاتر از ۲۳۰۰ متری می‌روید.